# Anthony Costly
Allan Anthony Costly (Tela, 13 dicembre 1954) è un ex calciatore honduregno, di ruolo difensore.

## Biografia
È il padre del calciatore Carlo Costly.

## Carriera
Ha partecipato al campionato del mondo 1982, al termine del quale giocò per una stagione con il Málaga.